# Gurgl
Gurgl est une station de ski appartenant à la municipalité de Sölden dans le district  d'Imst, dans le Tyrol en Autriche. La municipalité compte 427 habitants en 2001. Il se compose du village d'Obergurgl et de nombreuses autres petites localités.

## Géographie
Gurgl est situé dans les Alpes de l'Ötztal. Le village principal (Gurgl) est situé dans la vallée à une altitude de 1 770 m. 
La communauté de Gurgl inclut le village d'Obergurgl, les hameaux de Pilule et de Poschach, le Rotten Angern, la station de Hochgurgl, Pirchhütt et Untergurgl et les abris de Fidelitashütte, Hochwildehaus, Karlsruherhütte et Ramolhaus.

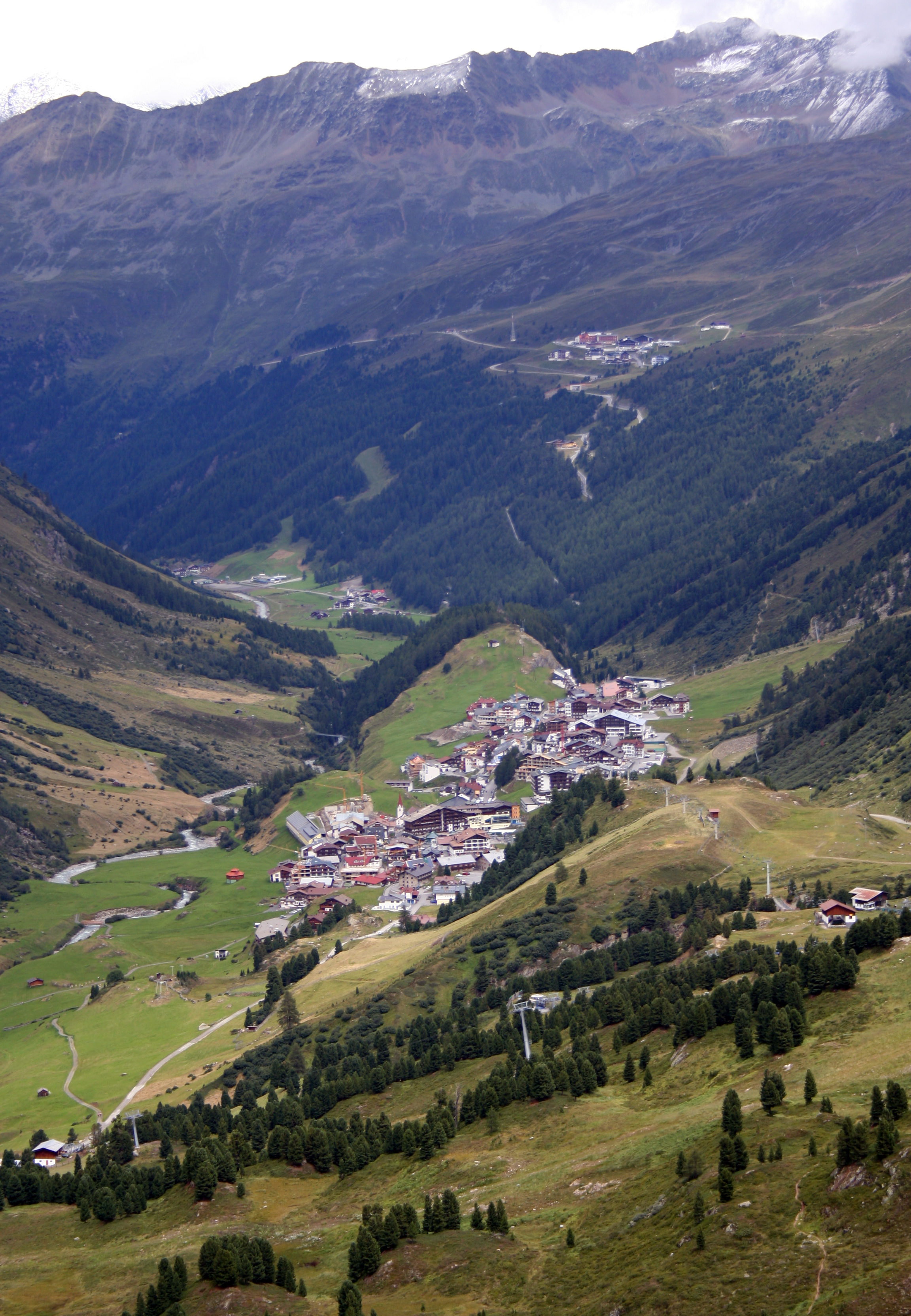
Le village d'Obergurgl vu du sud

## Histoire
Le nom de « Gurgl » signifie « place dans la couronne du glacier ». Les traces de la première présence humaine remontent à 7500 av. J.-C. La preuve de la présence d'habitants dans la zone est due aux cultures sur brûlis et aux pâturages qui ont été retrouvés à Obergurgl. Gurgl a été d'abord mentionné en 1250 dans un document des Seigneurs de Montalbant. Depuis 1286, Gurgl ainsi que le reste de l'Ötztal est sous la juridiction du tribunal du Petersberg.
Ecclésiastiquement Gurgl appartenait à la ville de Sölden qui appartenait elle-même à la paroisse de Silz possession de la Famille de Montalbant.

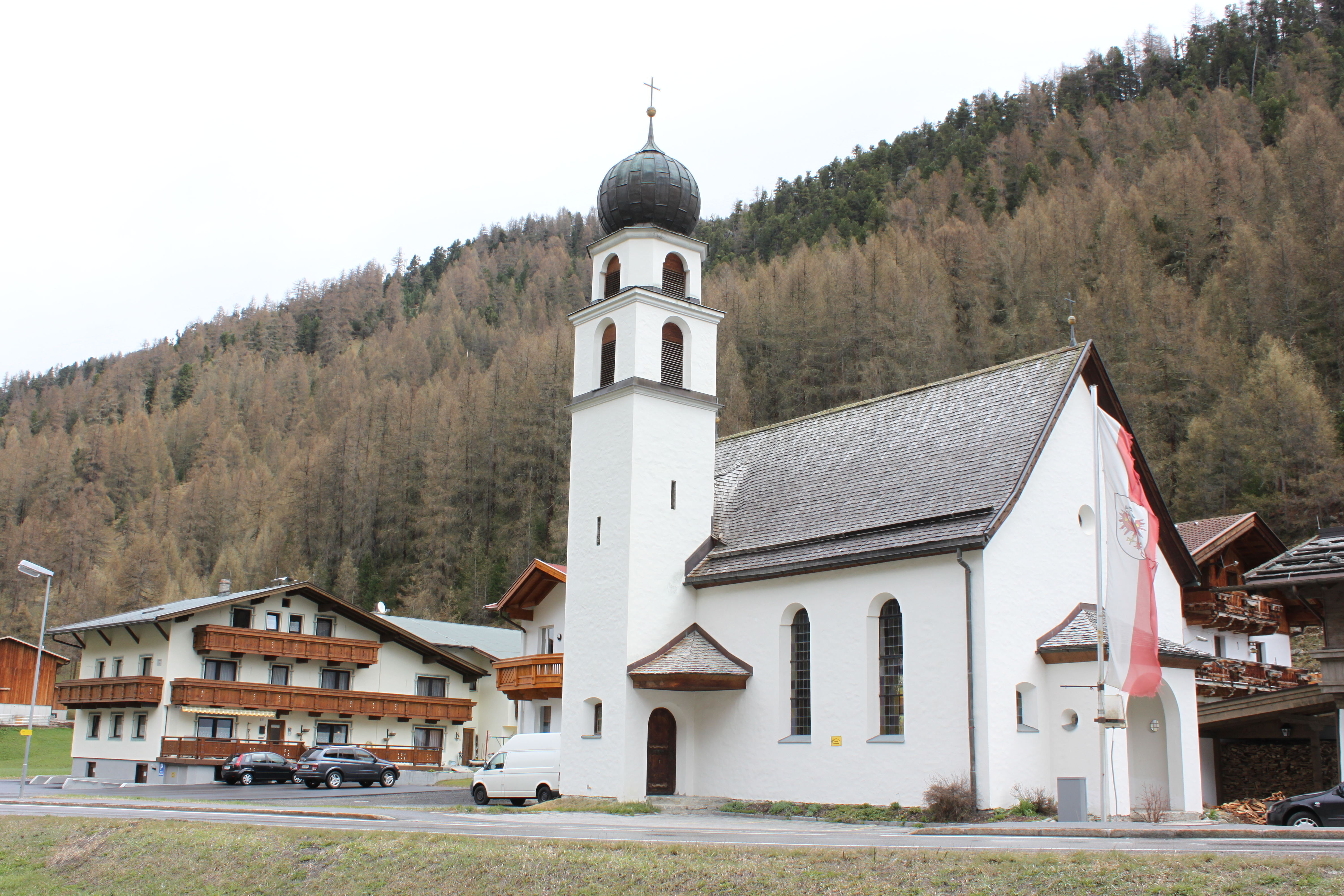
L'église saint Joseph de Gurgl

Le 27 mai 1931, l'aéronaute-physicien Auguste Piccard fit un atterrissage au Gurgler Ferner après l'établissement d'un nouveau record d’altitude en ballon. Il dut y passer la nuit avant d'être redescendu sur Obergurgl le lendemain. Un monument construit en 1989 commémore cet événement.
Au XXe siècle, Gurgl devient une station de ski et en 1949 le premier téléski à Obergurgl a été construit, suivi par le télésiège montant jusqu'au HoheMut en 1953. En 1960, a été construite la route du Timmelsjoch (la route alpine menant au glacier). Le village de Obergurgl ainsi que l'Hôtel Hochgurgl ont été construits dans les années qui suivirent.
Gurgl a souvent été touché par des catastrophes naturelles, en particulier les avalanches menant à la destruction de bâtiments et faisant de nombreux décès. Ainsi, tous les bâtiments, y compris l'église de Untergurgl et d'Angern ont été détruites par des avalanches en janvier 1951 et sept résidents ont été tués.

## Districts
La municipalité de Gurgl compte plusieurs villages dont : 
- Gurgl (chef lieu)
- Obergurgl (station de ski)
- Untergurgl
- Hochgurgl (station de ski)

## Tourisme et popularité
Gurgl est principalement réputée pour ses sports d´hiver et ses grands domaines skiables. La ville compte quatre domaines skiables,  Obergurgl étant le plus grand.
Les personnalités internationales sont nombreuses à posséder une propriété à Gurgl où dans ses alentours. Mais, depuis quelques années Gurgl est la station concurrente directe de celle de Sölden et sa popularité ne cesse d´augmenter.